# Liu Jiren

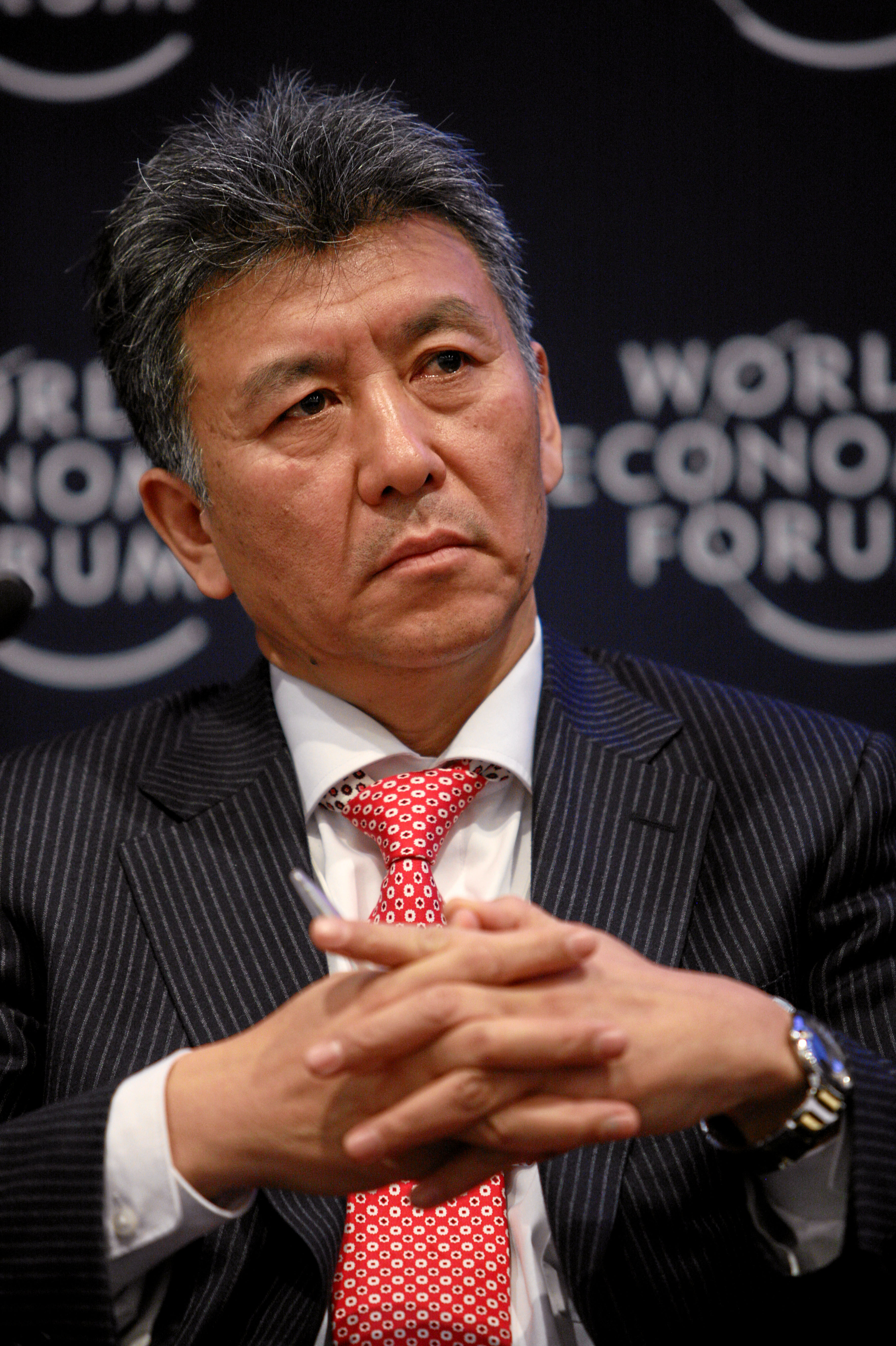
Liu Jiren
beim World Economic Forum 2011

Liu Jiren (chinesisch 刘积仁, Pinyin Liú Jīrén, * August 1955 in Dandong) ist Vorstandsvorsitzender und CEO von Neusoft, dem größten IT-Dienstleister Chinas.
| Personendaten    | Personendaten                             |
| ---------------- | ----------------------------------------- |
| NAME             | Liu, Jiren                                |
| ALTERNATIVNAMEN  | c=刘积仁 (chinesisch)                     |
| KURZBESCHREIBUNG | chinesischer Unternehmer, CEO von Neusoft |
| GEBURTSDATUM     | August 1955                               |
| GEBURTSORT       | Dandong, China                            |